# Каролина Бич (Северна Каролина)
Каролина Бич (енгл. Carolina Beach) град је у америчкој савезној држави Северна Каролина.

## Демографија
По попису из 2010. године број становника је 5.706, што је 1.005 (21,4%) становника више него 2000. године.
| Група             | 2000.         | 2010.         |
| Белци             | 4.536 (96,5%) | 5.435 (95,3%) |
| Афроамериканци    | 56 (1,2%)     | 41 (0,7%)     |
| Азијати           | 21 (0,4%)     | 22 (0,4%)     |
| Хиспаноамериканци | 36 (0,8%)     | 94 (1,6%)     |
| Укупно            | 4.701         | 5.706         |